# Blood+
Blood+ ist eine japanische Anime-Fernsehserie, die auf dem Anime-Film Blood – The Last Vampire basiert. Die Serie wurde auch als drei Manga-Serien umgesetzt und für Videospiele und Romane adaptiert. Eine zweite Serie, desselben Franchises, erschien 2011 mit Blood-C.

## Handlung
Die Serie spielt zur Zeit der ersten Ausstrahlung (ab September 2005) auf der japanischen Insel Okinawa Hontō in der Stadt Okinawa, nahe einem US-amerikanischen Luftwaffenstützpunkt, und somit einige Jahrzehnte nach der Handlung von Blood – The Last Vampire.
Die Protagonistin ist eine Schülerin namens Saya, die als eines von drei adoptierten Kindern bei ihrem Ziehvater George Miyagusuku lebt. Sie leidet an einer starken Amnesie und kann sich an keine Ereignisse erinnern, die länger als ein Jahr zurückliegen. Als sie jedoch eines Tages ihre Turnschuhe in der Schule vergisst und diese abends holen will, ereignen sich sehr ungewöhnliche Dinge, die ihr zukünftiges Leben entscheidend prägen und Aufschlüsse über ihre Vergangenheit liefern.
In der Schule trifft Saya auf Hagi, welcher sie zu kennen scheint. Saya hält ihn zunächst für den Serienmörder, welcher in dieser Gegend gesucht wird. Doch dann springt ein Chiropteran von einem Baum. Nachdem er einen Lehrer getötet hat, will er sich auf Saya stürzen. Doch Hagi hilft ihr, und sie fliehen zunächst in ein leeres Klassenzimmer. Dort flößt er Saya sein Blut ein, und sie verändert sich. Ihre Augen glühen rot auf, und Saya stürzt sich mit einem Schwert auf den Chiropteran und tötet ihn. Sterbend versteinert der Körper des Chiropterans. Zusammen mit ihrem Bruder Kai, welcher in der Zwischenzeit ebenfalls ins Klassenzimmer gekommen ist, fliehen Saya und Hagi schließlich.
David, ein Mitglied der Organisation „Rotes Schild“ (org. Red Schild), besucht Saya und ihren Stiefvater George. Er erzählt George, dass Saya nun beinahe erwacht sei und er sie mitnehmen möchte. Dieser sträubt sich zunächst, willigt dann aber ein. Jedoch fährt er zuerst mit Saya zum Grab seiner Familie und erzählt ihr, wie sie sich kennengelernt haben, bevor er sie adoptierte. In den Medien wird währenddessen gezeigt, dass ein US-Soldat von einer nahe gelegenen Basis für die Morde verantwortlich sein soll. Offenbar ist der getötete Chiropteran in der Schule zuvor ein Mensch gewesen. Seine Leiche und die des Opfers bleiben unter Verschluss. Am Abend, als David Saya abholen will, betritt ein weiterer US-Soldat namens Forest den Laden von George. Forest ist kurz davor, sich ebenfalls in einen Chiropteran zu verwandeln, und verletzt George nach kurzem Kampf ziemlich schwer.
Während George im Krankenhaus liegt, nimmt sich Kai seine Waffe und will Forest aus Rache umbringen. Dieser hat in der Zwischenzeit seine Freundin ausgesaugt und sich nun beinahe vollständig in einen Chiropteran verwandelt. Als Saya und Hagi ihn stellen, gelingt es ihnen, Forest nach einem schnellen Kampf zu töten. Kurz darauf wird George aus dem Krankenhaus entführt und in eine nahe gelegene US-Militärbasis gebracht. Dort wird er für das „Projekt Delta 67“ für Experimente eingespannt.
Rotes Schild hat inzwischen den Aufenthaltsort von George ausfindig gemacht, und David, Hagi und Saya brechen in die Basis ein, um ihn zu befreien. Als George aufwacht, sind seine Verletzungen vollkommen verheilt. Zudem ist er ungewöhnlich stark, so gelingt es ihm z. B. einen Chiropteran mit seiner Hand zu durchbohren. David macht in der Zwischenzeit am Computer in der Basis eine interessante Entdeckung: Das US-Militär hat Versuche zur künstlichen Erschaffung von Chiropterans betrieben. Schon seit dem Vietnamkrieg tauchen Chiropterans immer häufiger auf, und fast ausnahmslos immer führen die Spuren in Richtung des US-Militärs. In der Zwischenzeit wird vom US-Militär beschlossen, die Basis durch einen Luftangriff zu zerstören. Schließlich treffen George und die anderen aufeinander und wollen fliehen, werden allerdings von Chiropterans angegriffen. Selbige können zwar besiegt werden, allerdings wird George dabei auch verletzt. Während sein Körper sich heilt, beginnt er sich ebenfalls in einen Chiropteran zu verwandeln. Er bittet Saya ihn zu töten, solange er noch ein Mensch ist. Obwohl sie sich zunächst sehr dagegen sträubt, erfüllt sie ihm schließlich seine letzte Bitte. Hagi, David und Saya können schließlich aus der Basis fliehen, kurz bevor diese bombardiert wird.
Auf einem Schiff von Rotes Schild setzen die Gefährten ihre Reise fort. Als Riku, der jüngere Bruder von Kai und Saya, erfährt, dass George tot ist, schließt er sich zunächst in seiner Kabine ein, kommt später aber wieder heraus. Die Ermittlungen von Rotes Schild ergeben schließlich, dass das US-Militär einen Wein geschmuggelt hat, welcher von einem Mädcheninternat in Vietnam stammt. Ein Mann namens Monsignore Argeno scheint im Hintergrund die Fäden zu ziehen. Saya willigt schließlich ein, ebenfalls auf das Internat zu gehen, um Nachforschungen anzustellen. Dort erfährt sie, dass sich in dem Internat ein Phantom herumtreiben soll, welches schwarzhaarige Mädchen entführt. Das Phantom verteilt eine blaue Rose, kurz bevor es ein Mädchen entführt. Eine solche Rose findet eines Morgens auch Saya auf ihrem Schreibtisch vor. Nachts im Turm trifft sie dann auf das Phantom und erkennt, dass es sich bei ihm um einen Chiropteran handelt. Im Gegensatz zu seinen Artgenossen behält er seine menschliche Gestalt jedoch bei und scheint auch sonst intelligenter zu sein. Im Kampf scheint das Phantom Saya überlegen zu sein, verschwindet aber, als Hagi eingreift.
In der Zwischenzeit sind auch Kai und Riku in Vietnam eingetroffen, halten sich aber am Hafen auf. Dort treffen sie eine Gruppe Waisenkinder und verbringen etwas Zeit mit ihnen. Riku trifft dort auch auf Mui, ein Waisenmädchen, welches ihr linkes Bein beim Ausgraben einer Mine verloren hat. Beide verlieben sich ineinander. Als ihr Vater verletzt wird, fährt Mui zurück nach Hause und hilft dort weiter beim Suchen von Minen. Riku und Kai folgen ihr und übernachten dort. In der Nacht erscheint ein Geheimtrupp von Leuten, welche Mui entführen wollen. Als Riku und Kai ihr zur Hilfe eilen, werden beide kurzerhand ebenfalls entführt.
Saya hat sich währenddessen mit ihrer Zimmernachbarin Min angefreundet. Sie stellt nach wie vor Nachforschungen über das Phantom an. David und Julia von Rotes Schild äußern die Vermutung, dass es sich um einen Chevalier handeln könnte, einem von „D“´s persönlichen Dienern. Bei einem Schulausflug nach Hanoi erleidet Saya bei der Besichtigung eines Museums für Kriegswaffen einen Nervenzusammenbruch. Sie erinnert sich, dass sie vor 30 Jahren in Vietnam offenbar mehrere Menschen getötet hat. Sie flüchtet aus dem Museum und wird in einer Seitenstraße von dem Phantom angegriffen. Dieses bestätigt, ein Diener von Diva zu sein, und nennt seinen Namen: Karl. Auch er kennt Saya schon lange und äußert sein Missfallen darüber, dass sie noch nicht erwacht sei. Als Hagi in den Kampf eingreift, flüchtet er.
Am nächsten Tag findet im Mädcheninternat ein großes Fest statt. Saya und ihre Freundin Min gehen dorthin. Auf dem Fest tanzt sie mit Solomon, einem weiteren Chevalier von „D“, allerdings ohne dass der jeweils andere die Identität seines Gegenübers kennt. Nach dem Tanz ruft Rotes Schild Saya in den Keller des Internats, wo Saya und Hagi einige Tage zuvor einen großen Container ausfindig gemacht haben. Karl hat seine Leute beauftragt, den Container abzuholen. Er liefert sich einen heftigen Kampf mit David, Hagi und Saya. Er kann erstere beide besiegen und ist auch Saya weit überlegen. Doch bevor der Kampf zu Ende ist, flieht er ein weiteres Mal. Diesmal, um den Container mit „D“ zu beschützen. Rotes Schild verlässt daraufhin das Internat. Niemand bemerkt den Reporter, welcher sich im Hintergrund versteckt hat und Fotos von der kämpfenden Saya macht. Als Saya gehen will, wird sie kurz von ihrer Freundin Min aufgehalten. Diese erschreckt sich aber, als sie sieht, wie Sayas Verletzungen innerhalb von Sekunden wieder heilen.
Einige Tage später befinden sich die Gefährten auf einem Boot, welches einen großen Fluss entlangfährt. Sie bekommen Verstärkung durch eine Elitetruppe von Soldaten, welche Rotes Schild unterstehen. David erzählt kurz darauf Saya, dass „D“ eigentlich Diva ist, der Ursprung aller Chiropterans. Die Elitesoldaten werden hingegen darüber aufgeklärt, dass Saya die Einzige ist, welche die Chiropterans töten kann. Und das geht nur, wenn sie ihr eigenes Blut in eine Blutrinne ihres Schwertes fließen lässt und damit die Chiropterans verletzt. Von Sayas Blut abgesehen kann man Chiropteran nur durch massive Verletzungen töten, etwa eine Enthauptung oder starke Explosion. Die Soldaten und Rotes Schild machen den Ort ausfindig, an welchem der Container von Diva steht. Doch bevor sie diesen erstürmen können, wird er bereits von zwei Hubschraubern weggetragen. Diva, welche kurz davor ist aufzuwachen, fängt an eine Melodie zu singen. Mehrere Kinder, die entführt wurden, tragen nun rote und gelbe Umhänge und beginnen sich zu verwandeln, nachdem sie den Gesang hörten. Sie verwandeln sich in kleine Chiropterans und greifen die Spezialeinheit sofort an. Unter den Entführten sind auch Kai und Riku, auf welche die Melodie allerdings keine Auswirkungen hat.
Saya bekommt wieder einen Nervenzusammenbruch, als die Gruppe um Rotes Schild in ein großes Haus flieht, um dem Angriff der Baby-Chiropterans zu entgehen. Doch selbige brechen kurzerhand in das Haus ein. Saya verfällt in einen Rausch, in welchem sie Amok läuft und sämtliche Angreifer – aber auch einige Menschen – schwer verletzt oder tötet. Erst als Kai in den Raum stürmt und ihren Namen ruft, wird Saya wieder normal. Karl, welcher sich auf einen Kampf mit Saya gefreut hat, will aus Wut Kai töten, doch Solomon hindert ihn daran. Karl flieht nach draußen und hilft Monsignore Argeno und Solomon dabei, den Container zu verladen und wegzufliegen. Die Mitglieder von Rotes Schild folgen ihm. Zurück bleibt nur eine schwerverletzte Soldatin, welche sich zusammen mit den gerade aufwachenden, noch überlebenden Baby-Chiropterans in die Luft jagt. Als die Gefährten ebenfalls nach draußen eilen, verwandelt sich Karl in einen Chiropteran. Er ist in diesem Zustand allerdings viel größer und stärker als gewöhnliche Chiropterans und sieht auch individueller aus. Zudem behält er auch weiterhin seinen menschlichen Verstand und spricht während des Kampfes mit Saya. Erstmals kann es Saya jedoch beinahe mit ihm aufnehmen und ist im Kampf stärker als je zuvor. Sie verletzt Karl mit ihrem Schwert, er wird mit ihrem Blut infiziert und beginnt zu versteinern. Allerdings springt er gerade noch rechtzeitig ins Haus, schlägt sich dort mit einer Streitaxt das versteinernde Bein ab, und flüchtet dann.
Einige Tage später sind Saya, Hagi, Kai und Riku wieder zu Hause. Sie verbringen dort einen Tag zusammen mit ihren Freunden und besuchen dabei auch das Grab von George. Unter schwerem Abschied verlassen die Vier den Ort wieder und reisen nach Russland. Rotes Schild hat nämlich herausgefunden, dass ein wichtiger Wissenschaftler, der an den Chiropterans geforscht hat, sich dort aufhält.
Währenddessen hat der Reporter, der auch in Vietnam war, beschlossen der Spur nachzugehen, auf die Saya ihn gebracht hat. Als Fotos entwickelt werden, die er von ihrem Kampf gemacht hat, erkennt er, dass sie auch auf den Fotos seines Vaters zu sehen ist, als sie in Vietnam gegen die Chiropterans gekämpft hat. Es ist für ihn verständlicherweise ein großes Rätsel, wie eine High-School-Schülerin auf Fotos zu sehen ist, welche über 30 Jahre alt sind. Mao, ein Mädchen, welches in Kai verliebt ist, macht den Reporter ausfindig und fragt ihn über den Stand seiner Nachforschungen aus. Als er ihr erzählt, dass er seine Nachforschungen einstellen muss, weil sie ihn nach Frankreich führen und er kein Geld hat, um dort hinzukommen, bestiehlt sie kurzerhand ihren Vater, welcher ein hohes Tier bei der Mafia ist, um 50 Millionen Yen. Zusammen fahren sie zum Flughafen und reisen von dort aus nach Frankreich.
Inzwischen sind Hagi, Saya, ihre Brüder und Rotes Schild auf einer Zugreise nach Sibirien. Zu dem Team von Rotes Schild haben sich auch Lewis und Liza dazugesellt. Eine alte Frau, welche ebenfalls in den Zug eingestiegen ist, ist in Wahrheit ein Chevalier von Diva, welcher seine Gestalt geändert hat. Der erste Teil der Zugreise verläuft friedlich, bis Liza sich zurückzieht. Der Chevalier tötet sie und nimmt ihre Gestalt an, um die Gefährten zu täuschen. Später injiziert er zwei französischen Studenten sein Blut, welche sich zuvor an Liza und Julia herangemacht hatten. Dadurch verwandeln sich die beiden in Chiropterans. Im Zug bricht ein heftiger Kampf aus, und die zwei können schließlich besiegt werden. Sterbend zerrt einer der Chiropterans Riku vom Zug, und Hagi springt ihm nach und fängt ihn auf, um ihn vor schweren Verletzungen zu schützen. Als Saya diesen Chiropteran endgültig tötet, verliert auch sie das Gleichgewicht und fällt vom Zug. Der Chevalier in Gestalt von Liza folgt ihr.
Saya liegt im Schnee und schläft ein. Im Traum erinnert sie sich an eine Episode aus ihrer Vergangenheit. Sie war mit Hagi 1918 in der noch jungen Sowjetunion unterwegs, um den Wissenschaftler Grigori zu finden. In einem verlassenen Dorf treffen sie auf das Mädchen Sonya, welches sie dazu überredet, bei ihr zu übernachten. Am nächsten Morgen wird Sonya von einer älteren Dorfbewohnerin niedergeschlagen und (vermeintlich) getötet. Doch das Mädchen steht wieder auf und tötet die alte Frau. Nun ist für Saya und Hagi klar, dass dieses Mädchen ein Chiropteran ist. Sonya entpuppt sich schließlich als der Wissenschaftler Grigori, nun zum Chevalier geworden, der lediglich ihre Gestalt angenommen hat. Es entbrennt ein Kampf zwischen Saya, Hagi und Sonya/Grigori, an dessen Ende der Chevalier schließlich besiegt wird. Allerdings wird Hagi dabei schwer verletzt. Nach dem Kampf schläft Saya ein, und Hagi meint, dass es wieder eine ihrer langen Schlafperioden sein dürfte und dass er auch bei ihrem nächsten Erwachen an ihrer Seite sein wird. Sie erinnert ihn an ein Versprechen, bevor sie einschläft. In der Gegenwart ist sie nach dem Sturz aus dem Zug wieder aufgewacht, und Hagi, Riku und die falsche Liza haben sie aufgefunden. Mit dem Abendzug kehren sie zu dem Rest von Rotes Schild zurück.
David, Lewis und Kai haben in der Zwischenzeit Nachforschungen zu dem Wissenschaftler Ted A. Adams angestellt und spüren ihn schließlich in einem verlassenen Atomkraftwerk auf. Er hat in Afghanistan 1972 auch am Projekt Delta 67 geforscht. Das Mittel hat er seinem Sohn Andrej injiziert, welcher sich daraufhin in einen Chiropteran verwandelte. Der Chiropteran ist noch immer in einem großen Zementblock eingeschlossen, aus welchem er sich aber befreien kann. Er greift David und Ted an und verletzt beide schwer. Durch die vielen Jahrzehnte im Zementblock ist der Chiropteran sehr geschwächt, sodass er sehr abgezehrt aussieht und seine Selbstheilungskräfte ebenfalls stark nachgelassen haben. Trotzdem können ihn mehrere Schüsse aus den Pistolen nicht aufhalten. Nur durch eine List von Kai, bei welcher der Chiropteran einen Benzinkanister zerstört und dann in Brand gesteckt wird, kann er besiegt werden. Er stürzt in einen tiefen Schacht, und kurz darauf stirbt Ted an den ihm zugefügten Verletzungen. David und Lewis sprengen den verlassenen Reaktor in die Luft, wobei der Chiropteran unter mehreren Tonnen von Gestein begraben wird. David meint zwar, dass der Chiropteran selbst das überlebt haben könnte, allerdings ist es sehr unwahrscheinlich, dass er sich jemals wird befreien können.
In einer kleinen Straße wird eine junge Frau von drei Gestalten überfallen, welche sie töten und ihr das Blut aussaugen. Die Drei verschwinden kurz darauf wieder. Riku hat unterdessen hohes Fieber bekommen. Saya kümmert sich um ihn, und die falsche Liza gibt sich ihr als Chevalier von Diva zu erkennen. Der Chevalier ist wesentlich stärker als Hagi und besiegt ihn schnell. Auch Saya hat keine Chance gegen ihn. Beim Kampf zerbricht ihr Schwert. Daraufhin sagt ihr der Chevalier, dass sie ebenfalls ein Chiropteran ist und dass Rotes Schild und Hagi es ihr bislang verschwiegen hätten. Zudem sei Diva ihre Schwester. Der Kampf zwischen den beiden wurde von den drei Gestalten beobachtet, welche in der Gasse die Frau ausgesaugt haben. Sie verschwinden aber, als der Chevalier sie bemerkt. Aus Wut darüber, dass sie von allen belogen wurde, verlässt Saya Rotes Schild und sucht „den Zoo“ auf, den Ort, an dem alles begann. Hagi begleitet sie.
Diva ist inzwischen erwacht und versammelt ihre Chevaliers um sich. Solomon, James, Nathan und Amshel (der sich als Liza getarnt hatte). Bloß Karl fehlt noch. Währenddessen beobachtet Monsignore Argeno in seinem Labor die Ergebnisse seiner Forschungen. Plötzlich stürmen zwei der Gestalten herein, wie sie auch schon zuvor zu sehen waren. In Windeseile töten sie vier Chiropterans, die sie angreifen, und verschwinden dann wieder. Später lauern sie dem Chevalier Solomon auf. Sie wollen sein Blut trinken und greifen ihn an. Obwohl es ihnen gelingt ihm einen Arm abzuschneiden, sind sie dem Chevalier dennoch weit unterlegen, und er tötet beide in einem kurzen Kampf. Der Reporter und Mao sind inzwischen in Frankreich angekommen, wo sie die Spur des Weins zurückverfolgen. Sie stoßen nun ebenfalls auf die Spur der blauen Rosen.
Saya und Hagi haben inzwischen den Zoo erreicht, in welchem alles für sie begann. Sie werden in der Nacht von sieben Gestalten angegriffen, welche sich nun als „die Schiff“ vorstellen. Hagi versteckt die geschwächte Saya und liefert sich einen heftigen Kampf mit ihnen. Einer der Schiff, Guy, leidet an einer unheilbaren Krankheit. Er glaubt, dass nur das Blut eines Chevaliers ihn heilen kann, und beißt Hagi. Allerdings gibt es keine Wirkung. Die Schiff verschwinden, als die Sonne aufgeht. Guy legen sie nach eigenem Wunsch auf einen steinernen Altar, sodass ihn die Sonne verbrennt, ehe er an der Krankheit stirbt. Unterdessen verfolgen Rotes Schild und Sayas Brüder die Fährte von Hagi und Saya. David zeigt Kai daraufhin „Joels Tagebuch“, welches alle Geheimnisse enthält, die mit Saya zu tun haben.
Saya und Hagi sind im Zoo angekommen. Saya sieht sich um und beginnt sich zu erinnern, wie es war, als sie damals an diesem Ort gelebt hat. Ein Professor namens Joel Goldsmith zog sie auf und ließ sie an diesem Ort leben. Sie betrachtete ihn als eine Art Vaterfigur, doch für ihn war sie nur ein Versuchsobjekt. Eines Tages holte er den jungen Hagi – damals noch ein kleiner Junge – zu Saya, damit sie einen persönlichen Diener hatte. Die beiden verstanden sich zunächst überhaupt nicht und stritten sich oft. Als Saya Hagi androhte, dass sie ihn fortschicken würde, wenn er nicht das tun würde, was sie will, antwortete er unter Tränen, dass er sogar die Nacht mit ihr verbringen würde, wenn sie es ihm befiehlt, denn zu diesem Zweck hätte Joel Goldsmith ihn schließlich gekauft. Saya, die das nicht wusste, tröstete den jungen Hagi und respektierte von nun an auch seine Gefühle, und die beiden wurden Freunde. Einige Jahre später ist Hagi erwachsen. Ihm ist aufgefallen, dass Saya in all der Zeit, die er bei ihr war, um keinen Tag gealtert ist und dass ihre Wunden schon nach kurzer Zeit verheilen. Aber er fürchtet sich trotzdem nicht vor ihr, sondern will bei ihr bleiben. Eines Tages bittet Saya ihn, eine Blume zu pflücken, welche sie Joel schenken möchte. Hagi klettert eine Steilwand herab und pflückt diese Blume, allerdings rutscht er dabei ab und fällt in die Tiefe, wobei er schwer verletzt wird. Saya weiß keinen anderen Rat als ihm ihr Blut zu geben, da sie denkt, dass ihn das heilen wird. Und so ist es dann auch, Hagis Verletzungen heilen sehr schnell, und beide eilen zu dem Anwesen. Dieses steht inzwischen in Flammen. Diva hat alle Menschen dort umgebracht, mit Ausnahme von Amshel, den sie zu ihrem Chevalier macht, und das Anwesen verwüstet und in Brand gesteckt.
In der Gegenwart gehen Saya und Hagi weiter im Zoo spazieren. Dort treffen sie auf Solomon, welcher die beiden anspricht. Er bietet Saya an, diesen ewigen Kampf gegen die Chiropterans zu beenden und mit ihm mitzukommen. Solomon sagt ihr, dass die Menschen sie nicht mehr akzeptieren werden, wenn sie erfahren, dass Saya Blut trinkt und nicht mehr altert. Zudem könnten sie sie auch nicht beschützen, wenn Saya in ihren 30-jährigen Schlaf fällt. Sie und Diva sind jeweils nur wenige Jahre wach und schlafen dann für 30 Jahre in einem Kokon. Saya möchte zunächst einwilligen, schlägt dann aber das Angebot aus, weil sie ihre menschliche Familie beschützen will. Hagi und Solomon kämpfen daraufhin gegeneinander, obwohl Saya beide ausdrücklich darum bittet, es nicht zu tun. Solomon ist stärker als Hagi und besiegt ihn schließlich. Doch er tötet ihn nicht, sondern begräbt ihn nur unter einer Steinlawine.
In der Zwischenzeit sind auch Kai, Riku, David und Lewis im Zoo angekommen und suchen Saya. Riku besucht den alten Turm, in welchem Diva jahrelang eingesperrt war. Diva ist wieder dort, und Riku läuft auf sie zu, im Glauben, er hätte seine Adoptivschwester Saya gefunden. Kurz darauf rennt Saya ebenfalls in den Turm. Sie sieht sich Diva gegenüber. Diva und sie sind Zwillingsschwestern und sehen sich zum Verwechseln ähnlich. Doch während Sayas Augen im Kampfrausch rot aufleuchten, leuchten Divas Augen blau auf. Riku liegt am Boden, Diva hat angefangen ihn auszusaugen, und der Junge kämpft bei einem schweren Blutverlust um sein Leben. Diva und Saya kämpfen gegeneinander, doch Saya ist viel schwächer, weil sie kein Menschenblut zu sich nimmt. Diva und Saya stürzen sich vom Turm und kämpfen im Kellergewölbe und dann auf der Wiese weiter. Diva eröffnet Saya, dass sie es war, welche sie aus dem Käfig befreit hat, und Diva damit die Möglichkeit hatte, die Menschen auf Joels Feier alle zu töten. Sie merkt weiterhin an, dass Saya wie ein Mensch behandelt wurde, während sie selbst in einem Käfig hausen und für Experimente herhalten musste. Dann erscheint Solomon wieder. Er sagt ihr, dass er die Pflicht habe sie zu töten, weil er Divas Chevalier sei. Dennoch greift er sie nur halbherzig an und bietet ihr im Kampf mehrmals an, ihre Meinung doch noch zu ändern und sich ihnen anzuschließen. Diva beschließt unterdessen ihre Schwester zu töten, nachdem diese den Kampf verloren hat. Doch in buchstäblich letzter Sekunde greift Hagi ein und rettet Saya. Daraufhin verlassen Diva und Solomon den Ort. Als die beiden auf Amshel treffen, merkt Diva an, dass Solomon in Saya verliebt sei.
Riku ist kurz davor zu sterben, da fällt Saya ein, dass sie ihn doch noch retten könnte. Dadurch würde er allerdings – ebenso wie Hagi – zu ihrem Chevalier werden und nicht mehr altern. Kai bittet sie darum, dass sie ihn rettet, und Saya flößt Riku ihr Blut ein.
Riku liegt eine Weile lang im Koma. In dieser Zeit will der Wissenschaftler Dr. Collins Experimente an ihm durchführen, doch Rotes Schild hindert ihn daran. Dr. Collins und Julia machen eine große Entdeckung bei der Chiropteran-DNS, als Dr. Collins später von Van Argeno angerufen und zu einem Treffen in Paris gebeten wird. Dann wacht Riku auf. Er ist nun ein Chevalier geworden und merkt, dass etwas mit ihm nicht stimmt. Er verspürt weder das Bedürfnis nach Nahrung noch nach Schlaf. Kai kann es zunächst nicht akzeptieren, dass sein Bruder nun kein Mensch mehr ist, und Julia meint, dass Riku eines Tages durchaus mindestens so stark sein könnte wie Hagi. Später, als das Hauptquartier von Rotes Schild von den Schiff angegriffen wird, überlebt er eine Verletzung, welche die meisten Menschen sofort getötet hätte. Zudem heilt seine Wunde auf der Stelle, und Riku verspürt einen ungeheuren Blutdurst.
Mao und der Reporter haben inzwischen den Zoo erreicht. Sie sehen die Kampfspuren und folgen der Fährte nach Paris. Dort tritt bei den Nachforschungen des Reporters zutage, dass Saya und Hagi schon seit vielen Jahrzehnten leben. Man erfährt im Hauptquartier von Rotes Schild, dass fast alle Mitglieder dort nur deshalb Mitglieder geworden sind, weil sie Freunde oder Verwandte durch Chiropterans verloren haben. Die einzige Ausnahme ist Joel Goldschmidt. Er ist der Nachfahre des ersten Joel Goldschmidts, und in seiner Familie ist es zur Tradition geworden, die Chiropterans zu jagen und zu vernichten. Saya bekommt von David ein neues Schwert, da ihr altes ja zerbrochen wurde. In dem neuen Schwert ist ein roter Kristall eingearbeitet worden. Er ist aus dem Körper des versteinerten George. David sagt Saya, dass dieser Kristall sie daran erinnern soll, wofür sie kämpft, und dass alle bei Rotes Schild einen solchen Kristall haben.
Später greifen die Schiff das Hauptquartier an, weil sie Sayas Blut haben wollen. Nur das kann sie von ihrer Krankheit heilen. Bei dem Angriff werden die meisten Mitglieder von Rotes Schild getötet, allerdings auch einer der Schiff. Als sie sehen, dass Saya zwei Chevaliers hat, verlassen sie das Hauptquartier eilig.
In Paris laufen alle Handlungsstränge zusammen. Der Reporter und Mao, Saya und Rotes Schild, die Schiff sowie Diva und ihre Chevaliers halten sich zeitgleich in Paris auf. Irene, ein Mitglied der Schiff, wird von den anderen getrennt, welche sich bei Tageslicht nicht frei bewegen können. Sie trifft auf Kai, welcher sie vor zwei Straßenräubern rettet. Als er sie fragt, warum sie die beiden nicht einfach getötet hat, antwortet sie, dass sie schon viel zu viele Menschen auf dem Gewissen hat und aufhören möchte.
Beide setzen sich unter eine Steinbrücke, welche Irene vor dem Sonnenlicht schützt. Dort erzählt Irene ihm von der Erschaffung der Schiff. Sie wurden von Amshel Goldsmith und einigen Menschen erschaffen, um gegen Chiropterans zu kämpfen, und wurden in Käfigen wie Tiere gehalten. Eines Tages brachen sie aus und sind seither auf der Suche nach einem Heilmittel. Denn jeder von ihnen bekommt nach einer Weile das sogenannte „Dornenstigma“. Das führt dazu, dass ihre Körper nach einiger Zeit versteinern und sie selbst daraufhin sterben. Kai, inzwischen mit Irene angefreundet, bietet ihr an, zu Saya mitzukommen und sie um ihr Blut zu bitten, wenn es sie wirklich heilen kann. Irene willigt zunächst ein, doch die Sonne ist inzwischen untergegangen, und dann tauchen die anderen Schiff auf und wollen Kai töten und Irene abholen. Irene bittet sie um das Leben ihres neuen Freundes, und als Saya und Hagi in den Kampf eingreifen, fliehen die Schiff erneut.
Saya wird von Selbstzweifeln geplagt. Sie hat es sich fest vorgenommen, alle Chiropterans zu töten. Doch das würde am Ende auch sie, Hagi und Riku mit einschließen. Kai bittet sie darum, es nicht zu tun. Er möchte, dass Menschen und Chiropterans irgendwann friedlich zusammenleben. Inzwischen haben auch Mao und der Reporter Rotes Schild erreicht. Dann greifen plötzlich die Schiff an. Während des Kampfes wird zwar ein großer Teil der Einrichtung zerstört, allerdings wird niemand verletzt oder getötet. Als Irene zusammenbricht, will David auf sie schießen, doch Kai hindert ihn daran. Er bittet Saya darum, Irene ihr Blut zu geben und sie zu heilen. Zögerlich lässt sie sich auf diese Bitte ein. Irene trinkt Sayas Blut, und zuerst scheint es ihr gegen das Dornenstigma zu helfen. Doch dann stirbt Irene doch unter Schmerzen und versteinert. Die Schiff erkennen nun, dass man sie getäuscht hat, und wollen aus Rache Diva töten.
Inzwischen hat sich auch Karl von dem Kampf gegen Saya erholt und trifft auf seinen „Bruder“ Solomon. Van Argeno teilt unterdessen Amshel mit, dass ihr Projekt in die nächste Phase übergehen könne.
Saya und Joel treffen sich und tauschen Informationen übereinander aus, die dem jeweils anderen noch gefehlt haben. Joel erfährt, dass Saya es war, welche Diva befreit hat. Diva wurde eingesperrt und wie ein Tier gehalten, und Saya ließ sie raus, damit Diva Joel auf seiner Feier überraschen könnte. Dort brachte sie dann (fast) alle um. Umgekehrt erfährt Saya von Joel, dass sie und Diva 1833 geboren wurden. Joel und Amshel Goldschmidt fanden die Mumie eines weiblichen Chiropterans. Als sie diese sezierten, fanden sie zwei Kokons und öffneten diese ebenfalls. In ihnen drin waren Saya und Diva, welche von nun an im Zoo aufwuchsen.
Kurz darauf erfährt Saya auch von Joel, was während des Vietnamkriegs mit ihr geschehen war. Saya war bereits in ihre Schlafphase gefallen, als Rotes Schild beschloss, Saya aufzuwecken, da in Vietnam eine große Anzahl Chiropterans aufgetaucht war. Doch irgendetwas ging schief, und Saya drehte durch. Nachdem sie alle Chiropterans vernichtet hatte, fing sie an wahllos Menschen zu töten, fast alle von ihnen waren US-Soldaten, die auf sie schossen. Sie kämpfte auch da schon gegen Karl und verletzte ihn schwer. Zuletzt griff sie sogar Hagi an und schlug ihm eine Hand ab. Die Hand wuchs zwar später nach, behält seitdem allerdings die Form einer Chiropteran-Hand dauerhaft bei. Als der schwerverletzte Vorgänger von David und George sie fanden, war sie wieder in ihren langen Schlaf gefallen. George erhielt den Auftrag, bis zu ihrem Erwachen auf sie achtzugeben.
Saya ist mit Hagi, Kai und Riku in Paris unterwegs. Sie kaufen zusammen ein und verbringen einen schönen Tag miteinander. Zuletzt machen sie auch ein Foto, auf welchem Saya und ihre beiden Brüder zu sehen sind. In der Zwischenzeit verraten Dr. Collins und Julia Rotes Schild und wechseln zur Firma „Cinq Fleshe“. Diese gehört Divas Chevaliers und betreibt Forschung an Chiropterans. Divas Chevaliers planen einen Großangriff gegen Rotes Schild, denn sie wissen nun, wo deren Hauptquartier ist. Solomon sucht David im Park auf und warnt ihn davor, denn er möchte nicht, dass Saya bei dem Angriff ums Leben kommt.
Drei Tage später greifen Diva und ihr Chevalier Karl das Schiff an, auf welchem sich das Hauptquartier befindet. Die menschlichen Wachen feuern mit allen Waffen, die sie haben, auf die beiden, können sie allerdings nicht einmal verletzen. Diva und Karl töten fast alle Mitglieder von Rotes Schild. Während Karl Hagi und Saya aufhält, ist Diva auf der Suche nach Riku. Karl hat inzwischen neue Gliedmaßen. Mit seinem neuen Arm kann er meterlange, rote Dornen abschießen. Mit dieser neuen Technik verletzt er Hagi und Joel schwer. Diva hat währenddessen Riku und Kai gefunden. Kai schießt mehrmals auf sie, doch Diva hält das nicht auf und sie schlägt ihn mit einem Schlag K.O. Riku, der sich vor lauter Todesangst nicht mehr bewegen kann, wird von ihr vergewaltigt und dann ermordet. Als Kai wieder zu sich kommt, hat auch Saya den Raum erreicht, in welchem sich die beiden aufhalten. Beide blicken tränenüberströmt auf den toten Riku. Dann greift Saya Diva an und kann sie zunächst besiegen. Doch sie hat vergessen ihr Schwert mit ihrem Blut zu tränken, sodass Diva nicht stirbt.
Kai flieht mit den Mitgliedern von Rotes Schild, nimmt aber zuvor einen roten Kristall aus dem Körper seines toten Bruders mit. David und Lewis wollen, dass Saya und Hagi mitkommen, doch diese lehnen ab. Sie wollen Diva und Karl hier und jetzt zur Strecke bringen. Daraufhin aktiviert Joel die Selbstzerstörung des Schiffes und Rotes Schild flieht.
Die Handlung beginnt, als schon mehr als ein Jahr nach dem Angriff auf das Schiff vergangen ist. Rotes Schild ist inzwischen zerschlagen, fast alle Mitglieder sind tot. Joel sitzt aufgrund der von Karl verursachten Verletzung im Rollstuhl, David ist ein Alkoholiker geworden, und Julia und Dr. Collins arbeiten jetzt für Cinq Fleshe. Nur Lewis und Kai – welcher aus dem roten Kristall seines Bruders ein Amulett hat anfertigen lassen – bekämpfen noch die Chiropterans. Sie haben sich explodierende Spezialmunition zugelegt, um sie erledigen zu können. Eines Nachts geraten sie in eine Falle, denn gleich drei Chiropterans greifen sie an. Doch plötzlich tauchen Saya und Hagi auf und retten die beiden.
Chevalier James und Van Argeno haben ihre Forschungen inzwischen beinahe abgeschlossen. Sie haben eine neue Sorte von Chiropteran-Supersoldaten erschaffen, die sogenannte Leichenarmee. Diese führen sie wichtigen amerikanischen Politikern vor, um sie an die USA zu verkaufen, da nun weltweit immer mehr Chiropterans auftauchen und Massaker anrichten.
Saya tötet zwei der Chiropterans, der dritte entkommt jedoch, weil sie zu geschwächt ist. Saya und Hagi begleiten Kai und Lewis zum Haus von Davids Freund, welcher dort mit seiner Familie lebt. Am Tag danach folgt ihnen der dritte Chiropteran und greift die Familie von Davids Freund an. Doch Saya gelingt es ihn zu töten. Daraufhin verlassen Saya und Hagi das Haus wieder.
Die Schiff sind auch in London angekommen. Zwei von ihnen, Daazu und Gundolf, haben inzwischen auch das Dornenstigma. Sie sehen Saya und Hagi, nehmen zunächst aber keinen Kontakt auf. In dem Lagerhaus, in welchem sie sich versteckt halten, werden sie von der Leichenarmee angegriffen. Moses und Karman erkennen während des Kampfes, dass die „Leichenkrieger“ nach Moses Ebenbild geschaffen wurden. Inmitten des heftigen Kampfes flieht Lulu und holt Saya und Hagi. Als die drei allerdings den Kampfort erreichen, ist der Kampf schon vorbei. Daazu ist im Kampf getötet worden, und Gundolf wurde tödlich verletzt. Als Lulu ihn vor dem Sonnenlicht schützen will, sagt er ihr, dass das keinen Sinn mehr macht. Karman und Moses kommen wieder zurück, nachdem sie im Kampf knapp entkommen sind. Am Abend danach greifen die Schiff das Museum an, in welchem die Leichenkrieger sind. Mithilfe von Saya und Hagi töten sie einen der Leichenkrieger, die beiden anderen können jedoch entkommen. Die Schiff, nur noch zu dritt, versichern Saya, dass sie ihr künftig bei allen Kämpfen helfen werden.
Auch Diva und Karl haben den Kampf auf dem brennenden Schiff überlebt. Diva hat sich inzwischen die Haare kurz geschnitten und kleidet sich so ähnlich wie Riku. David, der dem Alkohol nun entsagt hat, sucht Mao und den Reporter auf, welche in Erfahrung bringen können, dass Diva bald ein Konzert geben soll und dass sich Cinq Fleshe neben Biotechnologie auch auf Lebensmittelforschung spezialisiert hat. Amshel befiehlt dem Chevalier James, dass er Saya vernichten soll, trotz Karls starker Proteste, dass er sie vernichten will. In einem alten Theater stellen Nathan, James und Diva den Gefährten Hagi, Kai und Saya eine Falle. James, nun in seiner Chiropteran-Gestalt, greift die drei an. Auch er sieht verwandelt ganz anders aus als ein normaler Chiropteran, ähnlich wie Karl. Auch zu dritt gelingt es ihnen nicht, James zu besiegen. Als er Saya besiegt, will er sie töten, doch Nathan hält ihn davon ab. Nathan sagt Saya, dass er eine passende Bühne für ihren Tod vorbereiten werde. Daraufhin verschwinden er und James. Diva ist schon vorher gegangen.
Lewis fälscht einen Ausweis für David, und dieser dringt daraufhin in ein Labor von Cinq Fleshe ein, in welchem an der Leichenarmee geforscht wird. Dort trifft er auch auf Julia. Doch seine Tarnung fliegt auf, und Van Argeno will ihn mit einem Sicherheitstrupp gefangen nehmen. Nach kurzem Handgemenge überwältigt David Van und nimmt ihn als Geisel, um aus dem Labor zu entkommen.
Eines der Kinder von Davids Freund feiert eines Abends seine Geburtstagsfeier. Und Saya und Hagi sind dort, als plötzlich Karl angreift. Der Chevalier kommt mit den fünf übrigen Soldaten der Leichenarmee und attackiert in seiner Chiropteran-Gestalt das Haus. Kai, David, Hagi und die Schiff nehmen den Kampf gegen die Leichenkrieger auf, während Saya gegen Karl kämpft. Karl, welcher nun erkannt hat, dass Diva keine Zuneigung zu ihm empfindet, beschließt, sich von Saya töten zu lassen, sie aber mit in den Tod zu reißen, da er sie plötzlich für seine Seelenverwandte hält. Doch Solomon taucht auf und befreit Saya aus dem Griff des sterbenden Karls. Solomon ist auch der einzige Chevalier, der später um Karls Tod traurig ist. Solomon verrät Saya, dass sich Diva auf der Insel Christina aufhält und verschwindet dann wieder.
Einige Tage später reisen die Gefährten zu der Insel. Nach einer kurzen Lagebesprechung greifen sie das Gebäude der Insel an. Plötzlich tauchen wieder die Leichenkrieger auf. Kai, Hagi und die Schiff können jedoch alle fünf vernichten. Währenddessen kämpft Saya erneut gegen James, welcher wieder in seiner Chiropteran-Gestalt steckt. Ihre Schwerthiebe und die Kugeln aus den Waffen von Rotes Schild durchdringen einfach nicht seinen Panzer, sodass James Saya klar überlegen ist. Durch einen Trick von Kai gelingt es den Schiff und Hagi doch noch, James zu verwunden, und Saya rammt ihr Schwert in seine offenen Wunden, sodass er beginnt zu versteinern. Der verwundete Chevalier will Saya mit sich in den Tod reißen und springt in einen tiefen Schacht hinein. Kai, der sie festhält, wird dabei schwer verletzt. Doch dann taucht Solomon auf. Dieser hat erfahren, dass Diva den Gefährten eine Falle gestellt hat und sich längst nicht mehr auf der Insel aufhält. Inzwischen ist er kurz davor, endgültig die Seiten zu wechseln, denn erneut rettet er Saya und Kai. In seiner Chiropteran-Gestalt fliegt er in den Schacht und fängt Kai und Saya auf. Daraufhin gesteht er ihr seine Liebe und macht sich erneut davon.
Später beobachten Lewis und der Reporter Amshel Goldsmith in einem Restaurant. Die CIA verübt einen Mordanschlag auf ihn, und einer der Agenten – als Kellner verkleidet – schießt mehrmals mit einer Pistole auf Amshel. Doch das kann den Chevalier natürlich nicht töten. Noch an demselben Tag gibt er eine große Feier, auf der sich auch Joel und David einschleichen. In der Zwischenzeit verbringen Saya, Kai und Hagi zusammen mit der Familie von Davids Freund einen schönen Nachmittag beim Angeln. Kurz darauf reisen die Gefährten nach New York. Amshel erwähnt, dass James den Kampf auch überlebt hat und dass Nathan ihn bergen konnte. Außerdem befördert er Van Argeno nun zum neuen Chef von Cinq Fleshe, da er Solomon nicht mehr vertraut.
Solomon trifft wieder auf Diva. Nachdem er ihr aber erklärt, dass er Saya liebt, verstößt sie ihn als Chevalier und rät ihm, seine eigenen Wege zu gehen. Amshel greift Solomon kurz darauf an. Allerdings unterbricht Nathan den Kampf. Außer Sayas Blut kann nichts die Chevaliers töten, allerdings würde bei dem sinnlosen Kampf am Ende womöglich noch das Haus zerstört werden. In der Zwischenzeit verübt die CIA ein Bombenattentat auf den Reporter, welcher diesem nur durch einen Zufall knapp entgeht. Der Grund dafür ist der, dass der Reporter Bilder von Amshels fehlgeschlagener Ermordung ins Internet gestellt hat, auf welchen auch die Agenten zu sehen waren, die es eingefädelt haben.
Dr. Collins wird derweil von Amshel entlassen. Er beauftragt stattdessen Julia mit der Behandlung von Diva. Dr. Collins will das nicht wahrhaben und randaliert in seinem Büro. Julia stellt währenddessen fest, dass Diva Nachwuchs bekommt. Amshel erklärt ihr daraufhin den Lebenszyklus der Chiropterans, und dass diese Kinder die Nachkommen von Riku seien. Später flippt Dr. Collins vollends aus und droht, Julia zu erschießen. Doch David, welcher beide beobachtet hat, hindert ihn daran mit einem gezielten Messerwurf, als Collins gerade den Abzug betätigt. Beide werden verletzt, aber während Collins fliehen kann, muss David in ein Krankenhaus eingeliefert werden.
Diva will nun auch Kai zu ihrem Chevalier machen. Kurz vor ihrem Konzert lässt sie ihn sich in ihren Wohnwagen bringen. Er sagt ihr, dass er niemals ihr Chevalier sein wird, weil sie seinen Bruder Riku ermordet hat. Daraufhin sagt sie, dass Riku in ihr weiterlebt, und zeigt ihm ihre Schwangerschaft. Kai wird nun klar, dass Riku nicht nur ermordet, sondern auch vergewaltigt wurde. Er zieht seine Waffe und kann sich nur mühsam beherrschen, sie nicht zu erschießen. Diva fürchtet die Pistole natürlich nicht und bietet Kai weiterhin an, nach dem Schuss von ihrem Blut zu trinken und ihr Chevalier zu werden. Als Kai wieder ablehnt, droht sie ihm, ihn dann eben zu töten und zu fressen.
Daraufhin hält Diva ihr Konzert. Einige der Besucher, welche „besondere“ Schokoriegel von Cinq Fleshe gegessen haben, verwandeln sich in Chiropterans, nachdem sie Divas Stimme gehört haben. Sie beginnen gerade mit dem Massaker, als die Leichenarmee eintrifft und alle Chiropterans vernichtet. Nach dem Konzert kämpfen Saya und Hagi gegen Diva und ihre Chevaliers. Beide haben keine Chance zu gewinnen, und Diva will die besiegte Saya nun töten. Doch dann greift Solomon ein, welcher Saya rettet, sie aber auch sogleich wieder entführt.
Saya wacht in Solomons Wohnung auf. Sie zieht ein Kleid an, welches er für sie bereitgelegt hat. Solomon, dem Saya nur schwer vertrauen kann, gesteht ihr seine Liebe, und dass er sein Leben mit ihr verbringen will. Dann taucht Hagi auf und greift Solomon an. Es folgt ein kurzer Kampf, in welchem Solomon deutlich stärker ist. Als Saya vom Dach eines Hochhauses stürzt, nimmt Hagi seine Chiropteran-Gestalt an und rettet sie. Er erzählt ihr, dass er seine Gestalt ihr zuliebe niemals geändert hätte, weil sie sich fürchterlich erschrocken hat, als sie ihm zum ersten Mal bei einer Verwandlung zusah. Saya sagt Solomon, dass sie sehr dankbar für seine Gefühle zu ihr und seine Hilfe sei, schlägt das Angebot, seine Braut zu werden, jedoch aus. Sie erklärt, dass Divas Tod das Einzige sei, was für sie zähle.
Moses und Lulu von den Schiff haben sich inzwischen mit Kai angefreundet. Er versorgt sie regelmäßig mit Blut, sodass sie keine Menschen mehr töten müssen. In der Zwischenzeit ist auch Chevalier James erwacht. Sein stark zerstörter Körper wurde durch Körperteile der Leichenarmee ersetzt. Allerdings akzeptiert Diva ihn nun nicht mehr und verstößt ihn. Sie sagt laut, dass sie doch lieber Kai als Chevalier hätte statt ihn. Karman von den Schiff will weder mit Kai noch mit den anderen Menschen etwas zu tun haben. Außerdem hat auch er nun das Dornenstigma bekommen und wird nicht mehr lange leben. James besucht die Schiff und sagt Moses, dass die einzige Möglichkeit zur Heilung darin bestehe, dass sie Divas Chevaliers werden. Dazu verlange er aber von Moses, dass dieser Kai töte. Daraufhin zieht Moses los und greift Kai an, in der Absicht, ihn umzubringen. Karman ist unterdessen unterwegs und will zur Nahrungsaufnahme eine Krankenschwester töten. Doch plötzlich erscheinen ihm die Geister von Guy, Irene und den anderen Schiff und hindern ihn daran. Als Karman zurückkommt, erwartet ihn schon James und sagt ihm, dass er Moses hereingelegt habe. Kai kämpft indessen mit Moses und kann ihn auch besiegen, da dieser durch das Sonnenlicht stark geschwächt ist. Trotzdem tötet er ihn nicht. Als Moses ihn nach dem Grund fragt, antwortet Kai, dass er doch sein Freund sei. Moses greift Kai trotzdem an, doch Karman eilt herbei, um ihn zu retten. Er erzählt Moses, dass James ihn hereingelegt hätte. Moses, der nicht fassen kann, dass er beinahe seinen Freund Kai umgebracht hätte, entschuldigt und verabschiedet sich. Zusammen mit Karman, welcher schon beinahe durch das Dornenstigma gestorben ist, stellt sich Moses in die Sonne, und beide verbrennen.
Mao küsst kurz darauf Kai. Als sie merkt, dass er ihre Liebe nicht erwidert, gibt sie es auf, ihm je wieder schöne Augen zu machen. Kai und Saya verbringen einen schönen Tag miteinander, und Saya denkt dabei immerzu an Hagi und das Versprechen, das er ihr einst gegeben hatte: dass er sie töten würde, nachdem sie Diva besiegt hat.
Inzwischen hat die Führungsspitze von Cinq Fleshe ein Treffen mit dem amerikanischen Verteidigungsministerium. Die Amerikaner freuen sich, da sie mit den Chiropterans nun eine Waffe haben, welche für ihre Zwecke überall einsetzbar ist. Sie können nach eigenem Willen Chiropterans erschaffen und nur durch die Leichenarmee auch wieder vernichten. Wenn sich ein Land den USA widersetzen würde, würden sie einfach die Chiropterans in diesem Land freilassen und den Einsatz der Leichenarmee verweigern. Rotes Schild, welches sich in der Zwischenzeit neu gegründet hat, erkennt unterdessen die wahren Absichten von Diva und ihren Chevaliers: die Welt mit Chiropterans zu bevölkern. In den Produkten von Cinq Fleshe ist nämlich ein Stoff enthalten, welcher für die Mutation sorgt, wenn die Konsumenten Divas Gesang hören. Inzwischen haben rund drei Prozent der Weltbevölkerung diese Produkte zu sich genommen, weshalb es innerhalb weniger Minuten Millionen Chiropterans gäbe. Julia, welche inzwischen zu Rotes Schild zurückgekehrt ist, versucht fieberhaft, das zu verhindern.
Inzwischen sind auch die Kinder von Diva und Riku geboren worden. Beide stecken noch in Kokons, trotzdem schleppt Diva sie in einem Babykörbchen mit sich herum. Unvermittelt greift Solomon Diva an, denn er will sie töten, da er auf diese Weise hofft, Saya doch noch für sich zu gewinnen. Diva ist jedoch stärker und besiegt ihn. Solomon wird im Keller angekettet und James verhöhnt ihn, dass er Saya töten und ihm ihren Kopf bringen würde. Doch Nathan befreit Solomon, damit dieser tun kann, was sein Herz ihm befiehlt. James greift Saya an und will sie töten, doch Saya, Hagi und Lulu bekämpfen James in seiner Chiropteran-Gestalt. Keiner der drei kann etwas gegen den Chevalier ausrichten, bis Solomon in den Kampf eingreift. Er entwaffnet James, welcher sich Sayas Schwert bemächtigt hat, doch James schneidet damit versehentlich Solomon. Nachdem Solomon James in die Knie gezwungen hat, tritt das Dornenstigma bei ihm auf. Durch diese mysteriöse Krankheit stark geschwächt, ist es für Saya ein Leichtes, James endgültig zu töten. Solomon sagt ihr, dass er von nun an ihr Chevalier sei und dass sie ihn rufen solle, wenn sie ihn bräuchte. Daraufhin verschwindet er in eine dunkle Gasse, wo er versteinert und stirbt.
Kurz vor dem Konzert macht Nathan Amshel gegenüber Andeutungen, dass er die Welt vor Divas Erscheinen auch gesehen hat. Er meint, dass auch die Mutter von Diva und Saya bereits Chevaliers gehabt haben könnte. Saya ist unterdessen sehr geschwächt, da ihre 30-jährige Schlafphase kurz bevorsteht. Dennoch entscheidet sie sich zum Kampf gegen Diva und ihre verbliebenen Chevaliers. Amshel nimmt die Gestalt von Diva an und kämpft gegen Hagi und Saya, wechselt im Kampf aber in seine wahre Gestalt.
In der Zwischenzeit hat Diva begonnen ihr Lied zu singen. Das Lied wird weltweit übertragen. Rotes Schild sprengt zwar den Sender in die Luft, allerdings wird Divas Lied dann einfach von den Militärsatelliten weiter übertragen. Weltweit verwandeln sich unzählige Menschen in Chiropterans, welche vor dem Fernseher Divas Konzert sehen, und laufen Amok; unter ihnen auch Mui, welche zuletzt den Namen von Riku ausspricht, ehe sie sich verwandelt. Auch im Theater verwandeln sich einige Menschen in Chiropterans. Van Argeno wurde von den Chevaliers verraten, denn ihm wurde nicht gesagt, dass die Chiropterans auch im Theater auftauchen würden, wo er nun in größter Gefahr schwebt.
Hagi und Amshel kämpfen in ihren Chiropteran-Gestalten in der Luft. Obwohl Amshel viel größer ist, gelingt es Hagi jedoch, ihn vorerst zu besiegen und auf der Spitze eines Turms aufzuspießen, welche auch sogleich vom Blitz getroffen wird. Daraufhin kehrt Hagi – sehr schwer verletzt – zum Theater zurück. Der amerikanische Verteidigungsminister weigert sich, Argeno zu retten, nachdem nun überall die Chiropterans ausgebrochen sind, da er kein Amerikaner sei. Daraufhin verschwinden er und seine Leute und lassen Argeno alleine. Dieser wird allerdings kurz darauf von David gerettet.
Im Theater hat Diva ihren Gesang längst beendet und liefert sich mit Saya den langersehnten Kampf. Beide kämpfen verbissen und mit voller Kraft, doch keine Schwester kann die jeweils andere besiegen. Zuletzt spießen sie sich gegenseitig mit ihren blutgetränkten Schwertern auf. Doch Divas Blut hat inzwischen seine Wirkung verloren, da ihre Babys geboren wurden, wie Nathan es dem sterbenden Mädchen erklärt. Sayas Blut wirkt nämlich noch, und so beginnt Diva zu versteinern. Saya bittet ihre sterbende Schwester, sie in den Tod mitzunehmen, doch diese wirft einfach nur noch einen Blick auf ihre Töchter, welche inzwischen aus ihren Kokons geschlüpft sind, und stirbt. Daraufhin wechselt auch Nathan in seine Chiropteran-Gestalt. Er bittet Saya darum, ihn zu töten, da er nun seine Aufgabe als Divas Chevalier nicht mehr erfüllen könne. Außerdem kann nur durch seinen Tod ihr Wunsch vom Aussterben der Chiropterans Erfüllung finden. Saya tränkt ihr Schwert erneut mit ihrem Blut und schneidet Nathan beinahe in zwei Hälften, doch sein Körper versteinert nicht.
Nun will Saya die beiden Kinder von Riku und Diva töten und danach von Hagi getötet werden. Kai taucht auf und bittet sie darum, die Kinder zu verschonen und selbst ebenfalls am Leben zu bleiben. Saya erklärt ihm, dass die Menschheit erst wieder sicher ist, wenn die Chiropterans ausgestorben sind. Doch Kai argumentiert, dass Diva nur aufgrund ihrer schlechten Behandlung so böse war und dass sie gut ist, Hagi ebenfalls, und die Kinder es sicher auch sein werden. Auch Hagi verweigert – zum ersten Mal – ihren Befehl und bittet sie darum, weiterzuleben. Saya gibt daraufhin ihre Pläne auf und sagt, dass sie wieder leben möchte. Daraufhin küssen sich Hagi und Saya. Amshel taucht wieder auf. Er will die Kinder entführen und für seine Experimente benutzen. Doch Hagi greift ihn an, um ihn aufzuhalten. Er rammt Sayas Schwert in seinen Körper, und Amshel beginnt zu versteinern. Im Wissen, dass er bald stirbt, hält Amshel Hagi fest und will ihn mit sich in den Tod reißen. Hagi gesteht Saya seine Liebe, und plötzlich gibt die Wand nach und begräbt beide unter sich. Rotes Schild flieht daraufhin von diesem Ort, denn die US-Luftwaffe bombardiert das Theater, um alle Spuren zu verwischen.
Einige Monate später sind Kai und Saya wieder in Okinawa. Die Explosion des Theaters wird als Terrorakt vertuscht; Van Argeno wird verhaftet und muss nun für seine Taten geradestehen. Auch Nathan hat überlebt, er ist unter den Journalisten zu sehen, welche von der Verhaftung Argenos berichten. David und Julia sind ein Paar geworden, und inzwischen ist Julia auch schwanger. Kai hat das Restaurant seines Vaters wieder eröffnet. Mao und der Reporter ziehen wieder gemeinsam um die Welt, und auch Rotes Schild hat nichts mehr zu tun. Denn nach Divas Tod ist die Rate der neuentstandenen Chiropterans auf beinahe null Prozent gefallen. Die übrigen wurden vermutlich alle von der Leichenarmee besiegt. Auch das Leben von Lulu – der Letzten der Schiff – kann offenbar noch etwas verlängert werden. Doch Saya ist trotzdem unglücklich. Sie denkt nämlich, dass Hagi bei der Bombardierung des Theaters ums Leben kam. Kai ist hingegen davon überzeugt, dass er noch lebt und eines Tages zu ihr zurückkehren wird. Nach einer großen Party, auf welcher alle Überlebenden des Abenteuers feiern, fällt Saya wieder in ihren langen Schlaf. Kai bringt sie zum Familiengrab, wo sie wieder für 30 Jahre ruhen wird.
Etwa fünf Jahre später ist Kai wieder an dem Grab, zusammen mit seinen beiden Nichten, Rikus und Divas Töchtern. Vor dem Grab liegt eine Rose, um welche eine Schleife gewickelt ist. Hagi hat überlebt, und er hat Sayas Ruheplatz besucht, wo er bei ihrem Erwachen wieder auf sie warten wird.

## Kreaturen
Chiropteran-Königinnen
Die Königinnen sind die Urchiropterans. Sie sind der Anfang der Spezies der Chiropterans. Alle anderen Exemplare sind aus ihrem Blut entstanden und waren früher einmal Menschen. Aus biologischen Gründen, werden Königinnen immer als Zwillinge geboren. Die gegenwärtigen Königinnen in der Handlung sind Saya und Diva. Die Königinnen altern ab dem biologischen Alter von 16 Jahren nicht mehr. Sie sind viel schneller, stärker und ausdauernder als Menschen, ihre Reflexe und Sinne sind viel schärfer, und ihre Wunden – auch solche die für Menschen tödlich wären – heilen schon nach wenigen Sekunden. Die Königinnen haben unterschiedliche Augenfarben. Eine von ihnen kann ihre Augen rot aufleuchten lassen, die andere blau. Wenn die Königinnen ein Alter von etwa 60 Jahren erreicht haben, fallen sie in einen langen Schlafzyklus, welcher etwa 30 Jahre lang andauert. Während des Schlafes bildet sich ein Kokon um die Königinnen. Der Kokon absorbiert offenbar ihre Kleidung, denn jedes Mal, wenn Saya oder Diva erwacht sind, waren sie nackt. In diesen Schlafzyklus fallen die Königinnen regelmäßig, ihre Wachphase beträgt dagegen nur wenige Jahre. Wie die Chiropterans entstanden sind, ob sie sich aus den Menschen entwickelt haben, oder lange vor den Menschen existiert haben, bleibt völlig unklar. Das Blut einer Königin ist für die jeweils andere tödlich. Vermischt sich das Blut, so fängt es sofort an zu versteinern. So kann eine Königin die andere töten, und auch alle Chiropterans, die sie erschaffen hat, da diese ja auch ihr Blut in sich tragen. Das Blut verliert allerdings seine Wirkung, wenn eine der Königinnen schwanger ist. Schwanger können sie aber nur vom Chevalier der anderen Königin werden. Inwieweit die Königinnen ihre äußere Gestalt verändern können, ist noch völlig unklar. Diva sieht sehr europäisch aus, während Saya eher asiatisch aussieht, dabei sind beide Schwestern. Beide sind offenbar auch an die menschliche Form gebunden, wogegen ihre Mutter – deren Mumie gefunden wurde – die Gestalt eines Chiropterans hatte.
Chiropteran-Chevaliers
Die Chevaliers waren früher einmal Menschen. Die Königinnen machen aus Menschen Chevaliers, da diese ihre Diener, Leibwächter und Liebhaber sind. Um zu einem Chevalier zu werden, gibt eine Königin einem (grundsätzlich männlichen) Menschen ihr Blut zu trinken. Der Mensch liegt dann einige Stunden oder Tage in einem Koma-ähnlichen Zustand, bevor er dann als Chevalier wieder erwacht. Ebenso wie die Königinnen sind sie Menschen körperlich weit überlegen. Um einen Chevalier zu töten, muss er mit dem Blut einer anderen Königin in Kontakt kommen, oder sofort tödliche Verletzungen zugefügt bekommen, z. B. Enthauptung oder großflächige Verbrennung. Als Chevalier altert der Mensch auch nicht mehr, und er braucht auch weder Nahrung noch Schlaf mehr. Chevaliers können aus ihren Körperteilen Waffen bilden, wie z. B. Solomon, welcher im Kampf einen seiner Arme meist zu einer Art Schwert geformt hat. Chevaliers können ihre Gestalt ziemlich stark ändern, und sogar andere Menschen imitieren. Zudem haben Chevaliers auch die Fähigkeit, sich in eine Chiropteran-Gestalt zu verwandeln. In dieser sehen sie aber viel individueller aus als gewöhnliche Chiropterans, sind normalerweise auch etwas größer und behalten ihren menschlichen Verstand. In ihrer Chiropteran-Gestalt ist ihre Haut so hart wie Stahl, was die Effekte von Pistolenkugeln, Schwerthieben etc. stark vermindert. Außerdem sind die Chevaliers in diesem Zustand noch um einiges stärker als in der menschlichen Gestalt. Eine Ausnahme ist Hagi. In seiner Chiropteran-Gestalt sieht er fast genauso aus wie in seiner menschlichen, nur dass er anstelle von Händen Chiropteran-Krallen und Fledermaus-Flügel hat. Die Beziehung zwischen einer Königin und einem Chevalier ist unterschiedlich geprägt. James sah Diva als eine Art Mutter an, während Amshel sich als ihr Besitzer betrachtete. Zwischen Saya und Hagi besteht allerdings ein Band der Liebe, ebenso lieben sich Riku und Saya (geschwisterlich), was darauf schließen lässt, dass zwischen Königin und Chevalier normalerweise eine starke Zuneigung besteht.
Die Schiff/Leichenarmee
Hierbei handelt es sich um künstliche Chevaliers, welche von der Cinq Fleshe erschaffen wurden, um fügsame Soldaten zu sein. Die Schiff wurden vermutlich im Zeitraum zwischen den beiden Weltkriegen von Amshel und mehreren Menschen erschaffen. Allerdings haben sie mehrere Schwächen, im Vergleich zu den wirklichen Chevaliers. Sie sind wesentlich schwächer als diese (aber immer noch viel stärker als Menschen und gewöhnliche Chiropterans) und können ihre Gestalt nicht verändern. Zudem schadet ihnen – wie klassischen Vampiren – das Sonnenlicht. Bei direktem Kontakt verbrennen die Schiff in grünen Flammen. Ihre größte Schwäche ist allerdings das Dornenstigma. Nach einer Weile breitet es sich als rotes Muster auf dem Körper des Schiffs aus (meist beginnt es am Hals), und kurz darauf versteinert und stirbt er unter großen Qualen. Die Schiff könne auch keine Waffen aus ihrem Körper bilden, mit Ausnahme der Fähigkeit, große rote Dornen zu verschießen. Deshalb haben sie sich im Laufe der Zeit auf herkömmliche Waffen spezialisiert, welche sie stets bei sich tragen. Alle Schiff haben außerdem grüne Augen. Die Leichenarmee ist die verbesserte und endgültige Version der Schiff, welche über keinerlei Gefühle oder eigenständige Persönlichkeit verfügen. Sie haben offenbar auch kein Problem mit dem Sonnenlicht oder dem Dornenstigma.
Chiropterans
Diese Wesen waren einst Menschen. Sie alle waren Fehlversuche, als man aus Menschen künstliche Chevaliers erschaffen wollte. Die Verwandlung in einen Chevalier gelang aber nur teilweise. Zwar sind diese Chiropterans ebenfalls quasi unsterblich und können sich schnell selbst heilen und sind auch viel stärker und schneller als Menschen, allerdings gibt es Probleme. Die Chiropterans bleiben in ihrer Gestalt gefangen und können sich nicht in ihre menschliche Gestalt zurückverwandeln. Die Chiropterans sehen sich sehr ähnlich, fast wie ein Ei dem anderen. Zudem haben sie ihre Gefühle und einen großen Teil der menschlichen Intelligenz eingebüßt. Sie können z. B. nicht mehr sprechen und haben anscheinend auch keine Erinnerung mehr an ihr menschliches Dasein. Sie haben nur die grundlegendsten Tierinstinkte. Während Königinnen und Chevaliers häufig Menschenblut trinken, fressen diese Chiropterans manchmal auch Menschenfleisch. Diese Chiropterans werden von dem Produkt Delta 67 erschaffen, welcher aus Divas Blut gewonnen wurde. Bei einer Einnahme von Delta 67 liegt die Wahrscheinlichkeit zu einem Chiropteran zu werden, bei etwa drei Prozent. Wenn dieser Mensch jedoch kurz darauf Divas Gesang hört, steigt die Wahrscheinlichkeit auf beinahe 100 Prozent. Verwandeln kann sich ein Chiropteran auch nicht, mit Ausnahme dessen, seine Arme zu Fledermaus-Flügeln zu verändern, und sie wieder zurückzuverwandeln. Da sie aus Divas Blut erschaffen wurden, kann Saya sie mit ihrem Blut töten. Eine andere Möglichkeit sie zu töten, ist schwer zu finden. Außer Enthauptung, eine starke Explosion, oder eine andere sofort tödliche Verletzung, kann man ihnen kaum schaden. Nach Divas Tod ist die Entstehungsrate dieser Art Chiropteran bei beinahe Null angelangt.

## Charaktere
Saya Otonashi
Sie ist ein Urchiropteran, und wurde 1833 aus einem Kokon heraus zusammen mit ihrer Schwester Diva geboren. Joel Goldschmidt zog sie wie seine eigene Tochter auf und behandelte sie wie einen Menschen. 1870 kaufte Amshel einen 12-jährigen Jungen namens Hagi von seinen Eltern, welche vermutlich Zigeuner (fahrendes Volk) waren, wie Hagi es im Anime andeutet. Hagi soll eigentlich Sayas Diener sein, allerdings freunden sich beide an. Später macht sie ihn zu ihrem Chevalier. Saya wuchs bis 1883 im Zoo auf, bis sie Diva freiließ, die alle Menschen dort tötete. Das war für Saya der Anlass, ihre wachen Phasen damit zu verbringen, Diva zu jagen und die von ihr erschaffenen Chiropterans zu töten. Saya ist ein Athletin und hat ein Katana (japanisches Schwert) mit einer Blutrinne. Sie schneidet sich vor jedem Kampf in den Daumen und lässt ihr Blut in diese Rinne fließen. Dadurch wird das Schwert eine gefährliche Waffe für jeden Chiropteran der von Diva erschaffen wurde. Der Anime beginnt im Jahre 2005, und Saya ist zu diesem Zeitpunkt ein junges Mädchen an der High School in Okinawa, welches sich an nichts erinnern kann, was länger als ein Jahr zurückliegt. Sie lebt mit ihrem Adoptivvater George und ihren beiden Adoptivbrüdern Kai uns Riku zusammen. Später in der Handlung, nach Rikus Tod, wird Saya dunkler und härter, und zeigt weniger Gefühle. Erst kurz nach dem Kampf mit Diva, als Hagi sie küsst, kehrt ihre vorherige Persönlichkeit zurück.
Hagi
Er ist der Chevalier von Saya. 1870 wurde er von seinen Eltern gekauft, um als Begleiter für Saya zu dienen. 13 Jahre lang lebt er als Mensch bei Saya. Er bemerkt, dass sie nicht altert und dass ihre Verletzungen schon nach kurzer Zeit verheilen. Trotzdem hat er keine Angst vor ihr und bleibt an ihrer Seite. 1883 fällt er von einer Klippe, als er auf Sayas Bitte hin, eine Blume für Joel pflücken sollte. Als Saya den schwerverletzten Hagi sieht, flößt sie ihm ihr Blut ein, und macht ihn zum Chevalier. Später tut es ihr Leid, dass sie ihm sein menschliches Leben genommen und zu ihrem Chevalier gemacht hat. Doch Hagi versichert ihr, dass es ihm nichts ausmacht, und er so für immer bei ihr sein kann. Hagi spielt Cello und trägt sein Musikinstrument stets in einem großen, schweren Koffer mit sich herum. Diesen Koffer nutzt er häufig auch als stumpfe Waffe oder Schutzschild, wenn er gerade kämpft. Manchmal kämpft er auch mit einer Handvoll Silberdolchen, die er als Wurfwaffen verwendet. Anders als die Chevaliers von Diva, verwandelt sich Hagi nie vollkommen in seine Chiropteran-Gestalt. Das ist aber keine Schwäche von ihm, sondern seine eigene Entscheidung. Erst spät in der Handlung bricht er mit dieser und verwandelt sich so weit, dass man Fledermaus-Flügel und Chiropteran-Krallen sieht. Lediglich seine rechte Hand ist dauerhaft in der Form einer Chiropteran-Kralle gefangen. Saya schlug die Hand einmal ab, und als sie nachwuchs, konnte sie offenbar keine menschliche Form mehr annehmen. Um das zu verbergen, trägt Hagi fast immer einen Verband um seine rechte Hand. Er gesteht schlussendlich seine Liebe zu Saya, nachdem sich beide geküsst haben. Daraufhin wird er von Amshel angegriffen, und beide werden unter dem Schutt des einstürzenden Theaters begraben. Saya hält ihn für tot, aber in letzten Folge liegt eine Rose mit Schleife vor dem Familiengrab, in welchem Saya schläft. Das spricht sehr dafür, dass Hagi überlebt hat und auf seine Geliebte wartet.
Kai Miyagusuku
Kai ist der ältere Adoptivbruder von Saya. Er ist in der Schule dafür bekannt, dass er sich oft und gerne prügelt. Kurz vor Sayas Ankunft hört er mit dem Baseballspielen auf. Nachdem sein Adoptivvater, George, ums Leben kommt, begleitet Kai Saya und Riku und will seine „Familie“ zusammenhalten. Die Pistole seines Vaters hat er stets bei sich, um mit ihr gegen die Chiropterans zu kämpfen. Zu diesem Zweck lässt er sich später sogar Explosivmunition anfertigen. Er verbessert seine Sachkenntnis in der Kampf- und Schießkunst, nachdem sein Bruder Riku vergewaltigt und getötet wird. Als Andenken an ihm trägt er einen roten Kristall mit sich herum, welcher aus dem Körper von Riku stammt. Von Kai kommt auch der Impuls, mit den Schiff ein Bündnis zu schließen und sie nicht mehr zu bekämpfen. Am Ende der Reihe überredet er Hagi dazu, Saya seine Gefühle zu gestehen. Und zum Schluss zieht er die Kinder von Riku und Diva auf, als wären es seine eigenen.
Riku Miyagusuku
Er ist der jüngste in der Familie von George. Er ist ein freundlicher, intelligenter Junge, welcher es liebt zu kochen. Seine freundliche und sanfte Natur färbt sogar etwas auf Hagi ab, welcher zuvor sehr distanziert wirkte. Das führt dazu, dass Hagi ihm beibringt, wie man Cello spielt, und ihn vor einer schweren Verletzung bewahrt, als ein Chiropteran in Sibirien ihn vom Zug zerrt. Diva greift ihn im Zoo an und trinkt einen großen Teil seines Blutes. Um ihn vor dem Tod zu bewahren, macht Saya ihn auf Kais Bitte hin zu ihrem Chevalier. Kai kommt zunächst nicht damit klar, dass Riku kein Mensch mehr ist, gewöhnt sich aber schnell daran. Kurz darauf wird er von Diva vergewaltigt und dann umgebracht, indem sie ihm ihr Blut zu trinken gibt. In den „Light Novels“ wird die brutale Vergewaltigung des kleinen Jungen dahingehend „abgemildert“, dass Riku wegen seines Chevalier-Bluts ein „unwiderstehliches Verlangen“ nach Diva empfand, als er in ihre Augen sah. Und dass ein ähnliches Verlangen eigentlich für Solomons spätere Verliebtheit in Saya verantwortlich ist.
David
Er ist der einzige Überlebende eines Chiropteran-Angriffs, und schließt sich nach diesem, Rotes Schild an. Ebenso wie sein Vater zuvor. Er wirkt kalt und distanziert, was sich aber ändert, als er sich Kai und Riku annehmen muss. Nachdem Rotes Schild zerstört wurde, fällt er in eine tiefe Depression und wird zum Alkoholiker. Doch er rappelt sich später wieder auf und wird ein aktiver Kämpfer, als Rotes Schild neu gegründet wird.
Lewis
Er war früher ein CIA-Agent, hat sich jedoch Rotes Schild angeschlossen. In der Handlung organisiert er häufig Bomben und Waffen. Er arbeitet häufig mit David zusammen, später auch mit Kai.
Van Argeno
Er ist ein Franzose, welcher für die Entwicklung von Delta 67 verantwortlich war. Später wird er auch zum Chef von Cinq Fleshe, nachdem Solomon desertiert ist. Van Argeno hilft bei den Plänen, die Welt mit Chiropterans zu bevölkern, wird zum Schluss jedoch verraten, und in dem Theater mit den Chiropterans auf sich alleine gestellt. Nachdem David ihn rettet, kommt er vor Gericht, um für seine Taten geradestehen zu müssen. Man sieht ihn häufig, wie er Bonbons isst.
Diva
Sie wurde als die jüngere Zwillingsschwester von Saya 1833 in einem Kokon geboren. Während Saya jedoch wie ein Mensch aufwuchs, wurde Diva in einen Käfig gesperrt und musste für Experimente herhalten. Amshel war der einzige, den sie sehen konnte, und sie entwickelte eine Zuneigung zu ihm. Aufgrund dessen machte sie ihn später zu ihrem ersten Chevalier. Zum Zeitpunkt der Handlung hat sie noch fünf lebende Chevaliers. Diva ist sehr unbarmherzig, gefühllos und brutal, verdeckt dies aber – mehr schlecht als recht – hinter ihrem kindlichen Verhalten. Sie kichert, wenn sie jemanden umgebracht hat, scheint sich um den Tod ihrer Chevaliers wenig zu kümmern, und vergewaltigt brutal Riku. Wenn ihr langweilig ist, zerstört sie wahllos irgendwelche Gegenstände. Das einzige was ihr wirklich Spaß macht, ist es Saya zu quälen. Als zweite Chiropteran-Königin und Ursprung aller anderen Chiropterans ist sie der Hauptfeind von Rotes Schild. Am Ende meint Nathan, dass sie sich von Anfang an nur eine Familie gewünscht hat, und vielleicht nicht so grausam geworden wäre, wenn sie ähnlich wie Saya aufgewachsen wäre. Sie wird von Saya getötet und wirft einen letzten, liebevollen Blick auf ihre Töchter bzw. die beiden Kokons.
Amshel Goldsmith
Er ist der erste Chevalier von Diva. Sie verwandelte in, nachdem sie 1883 alle anderen Menschen im Zoo umgebracht hatte. Amshel ist sehr machtbesessen, und der Chef von Cinq Fleshe. Er ist gefühllos und betrachtet Diva und die anderen Chiropterans als seine Versuchsobjekte. Offenbar ist er auch der Anführer der anderen Chevaliers, allerdings empfindet er wenig Bedauern, wenn einer von ihnen stirbt. Er sagt Saya auch in Lizas Gestalt, dass sie ebenfalls ein Chiropteran ist, und bittet sie, sich Diva anzuschließen. Zum Schluss wird er von Hagi im einstürzenden Theater, wo Diva sang, getötet.
Solomon Goldsmith
Er ist 1917 ein Arzt und wird von Diva zu ihrem vierten Chevalier gemacht. Er trägt nur weiß, solange er bei Diva ist, da er auch weiß getragen hat, als sie ihn verwandelte. Zuerst sieht er Menschen als niedere Kreaturen an, da diese stets Kriege führen, doch später wird ihm klar, dass die Welt der Chiropterans auch voller Kriege ist. Er verliebt sich in Saya und schützt sie daher mehrfach vor seinen Brüdern. Zuletzt verlässt er sogar Diva um bei ihr zu sein. Um den Bruch endgültig zu signalisieren, trägt er danach schwarz. Später stirbt er kurz nach dem Kampf mit James.
Karl Fei-Ong
Er ist der fünfte Chevalier von Diva. 1917 verwandelte sie ihn, da sie ihn süß fand. Später merkt Amshel jedoch an, dass er Karl nur verwandeln ließ, weil er ihn für Experimente einspannen wollte. 1972 verliert er beim Kampf mit Saya einen Arm. Amshel baut ihm einen neuen Arm, welcher dem eines Schiffs ähnelt. Karl entwickelte daraufhin einen starken Hass auf Saya und kam dem Wahnsinn langsam näher, weil Diva ihm nicht die Zuneigung schenkte, die er sich von ihr erhofft hatte. Verkleidet als „Phantom“ tötete Karl am Mädcheninternat die Mädchen, welche Saya ähnlich sahen. Am Ende stirbt er im Kampf mit Saya, obwohl er gesteht, dass er sie liebt (weil sie seine Einsamkeit als einzige verstehen könne) und eigentlich zusammen mit ihr sterben will. Solomon bedauert seinen Tod.
James Ironside
Er ist der sechste Chevalier von Diva. Er war ein US-Soldat und wurde 1945 von Diva verwandelt. Später wird er zum Anführer der Leichenarmee und bekommt die Aufgabe, Saya zu töten. Diva betrachtet er als eine Art Mutter und trägt stets ein Bild von ihr mit sich herum. Auf der Insel Christina wird James von Saya schwer verstümmelt und bekommt – wie Karl zuvor – Körperteile die so ähnlich wie die der Leichenarmee aussehen. Er bekommt am Ende das Dornenstigma und stirbt danach im Kampf mit Saya.
Nathan Mahler
Er ist auch ein Chevalier von Diva. Er ist ruhig und zurückhaltend, lässt sich aber nicht herumkommandieren. Im Gegensatz zu den anderen Chevaliers von Diva, kämpft Nathan fast nie. Trotzdem macht er fast den Anschein, als wäre er der stärkste Chevalier von allen. Zudem verfügt er entweder über Telekinese, oder kann sich wirklich immens schnell bewegen. Er zerbricht Amshels Glas, Solomons Ketten, und stiehlt mehrfach den Silberanhänger von James, ohne dass eine Bewegung seinerseits gesehen wird. Außerdem benimmt sich Nathan sehr „unmännlich“, er legt ein weiches, fast schon weibliches Verhalten an den Tag, was viele Fans vermuten lässt, dass er homosexuell sein könnte. Am Ende bietet er Saya an, ihn zu töten, und wechselt dazu in seine Chiropteran-Gestalt. In der letzten Folge, sieht man ihn allerdings in seiner menschlichen Gestalt unter den Reportern, welche über die Verhaftung von Van Argeno berichten. Auch in seiner Chiropteran-Gestalt ist er nicht versteinert, obwohl er ganz eindeutig mit Sayas Blut in Berührung kam. Das gab Anlass zu wilden Vermutungen unter den Fans. So gibt es Theorien, dass Nathan ein durch Sayas Blut von Amshel erschaffener Chevalier sein könnte. Oder dass er der Chevalier von Divas und Sayas Mutter war. Oder der Chevalier ihrer Tante und vielleicht sogar beider Vater. Tatsächlich merkt er im Anime an, dass auch die Mutter der beiden Königinnen schon Chevaliers gehabt haben könnte. In den „Light Novels“ wird gezeigt, wie der echte Nathan Mahler von einem überlebenden Chevalier der Mutter getötet wird, und dieser einfach seine Gestalt annimmt und seinen Platz unter Divas Chevaliers einnimmt.

### Nebencharaktere
George Miyagusuku
Er ist der Adoptivvater von Saya, Kai und Riku. Seine Frau und leibliche Tochter verlor er bei einem Autounfall. Außerdem ist er auch einer der wenigen Überlebenden einer Einheit in Vietnam, welche Sayas Angriffen ausgesetzt waren, als sie Amoklief. Er wird von einem Chiropteran verletzt, und später dem Projekt Delta 67 unterzogen. Das führt dazu, dass er beginnt sich in einen Chiropteran zu verwandeln. Er bittet Saya allerdings zuvor darum, dass sie ihn mit ihrem Blut tötet, weil er noch als Mensch sterben will.
Akihiro Okamura
Er ist ein Reporter, der gerne erschöpft und zynisch wirkt, und offenbar auch ein Kettenraucher ist. Sein Vater schoss in Vietnam Fotos von Saya und einigen Chiropterans. Als er schließlich auch einige Fotos von Saya machen kann, welche gerade mit Karl kämpft. Das bringt ihn dazu, dieser Spur nachzugehen. Mao zwingt ihn schließlich, sie mitzunehmen, da sie ja auch seine Reise finanziert.
Mao Jahana
Sie ist eine Schülerin, welche in Kai verliebt ist, und ihm daher nach seinem Verschwinden folgt. Sie ist herrisch und hat gerne die Kontrolle, zudem ist sie eher störrisch, willensstark und setzt gerne eine tapfere Fassade auf. Sie zwingt den Reporter Okamura, sie während seiner Recherche mitzunehmen, und stiehlt ihrem Vater – einem Oberhaupt der Yakuza – 50 Millionen Yen. Als klar wird, dass Kai ihre Liebe nicht erwidert, gibt sie alle Anstrengungen auf, ihm weiter nachzustellen.
Julia Silberstein
Sie ist eine Wissenschaftlerin, welche für Rotes Schild arbeitet. Zusammen mit Dr. Collins verrät sie Rotes Schild und geht zu Cinq Fleshe, allerdings nur auf dessen Drängen hin. Dort forscht sie an den Chiropterans und wird nach Rikus Vergewaltigung Divas Leibärztin, welche ihre Schwangerschaft feststellt. Kurz darauf forscht sie auch an der Erschaffung der Leichenarmee. Erst zum Schluss verlässt sie Cinq Fleshe und kehrt zu Rotes Schild zurück.
Joel Goldschmidt VI
Er ist der Nachkomme des ersten Joel Goldschmidts, welcher Saya und Diva in seinem Zoo aufzog. Jeder Mann in seiner Familie der den Namen Joel trägt, muss die Arbeit von Rotes Schild fortsetzen, die Chiropterans zu vernichten, bis sie keine Bedrohung mehr sind. In „Joels Tagebuch“ führt er Aufzeichnungen über die Chiropterans und Rotes Schild. Bei einem Angriff von Karl wird er schwerverletzt und ist dann später querschnittsgelähmt.
Aston Collins
Er ist ein Wissenschaftler, welcher zunächst noch für Rotes Schild arbeitet. Aus Frust darüber, dass seine Forschungen niemals veröffentlicht werden dürfen, lässt er sich von Van Argeno abwerben, und verrät Rotes Schild. Als später Julia an seiner Stelle zu Divas Leibärztin wird, wird er wütend und eifersüchtig, und will sie töten. David, welcher dafür eine schwere Verletzung in Kauf nimmt, rettet Julia schließlich und verletzt Aston Collins ebenfalls. Schreiend läuft dieser daraufhin davon. Sein weiterer Verbleib ist unbekannt.
Grigori Rasputin
Er ist der zweite Chevalier von Diva. 1918 lebte er in einem kleinen Dorf in der Sowjetunion. Er forschte dort weiter an den Chiropterans und war vielleicht sogar an der Erschaffung der Schiff beteiligt. Zu diesem Zweck hatte er die Gestalt des Mädchens Sonya angenommen. Als Saya und Hagi seine Identität erkennen, kämpfen sie gegen ihn. Zuvor verhilft er jedoch Amshel und der bereits in den langen Schlaf gefallenen Diva zur Flucht. Im darauffolgenden Kampf wird Hagi zwar schwerverletzt, allerdings gelingt es ihm und Saya, Grigori zu töten.
Martin Bormann
Er ist der dritte Chevalier von Diva. Im ganzen Anime wird er nur einmal von Amshel erwähnt und ist auf einem alten Foto von 1917 zu sehen, auf welchen auch Solomon, Amshel und Karl zu sehen sind. Wann Saya ihn tötete ist unklar.
Moses
Er ist ein Mitglied der Schiff, und deren Anführer noch dazu. Er überredete die anderen Schiff dazu, an die Hoffnung zu glauben, und dem Labor, in welchem sie erschaffen wurden, zu entfliehen. Später schließt er Freundschaft mit Kai. Er will ihn jedoch töten, als James ihm Hilfe gegen das Dornenstigma verspricht, welches Karman befallen hat. Entsetzt darüber, dass Moses seinen einzigen menschlichen Freund verraten hat, ihn töten wollte, und auf James hereingefallen ist, setzt er sich zusammen mit Karman dem Sonnenlicht aus und stirbt.
Karman
Er ist auch einer der Schiff. Er ist groß und schlank und wirkt sehr hitzköpfig und impulsiv. Besonders Menschen gegenüber wirkt er sehr aggressiv, sorgt sich jedoch aufrichtig um seine anderen Freunden von den Schiff. Als er vom Dornenstigma befallen wird, bewahrt er Kai davor, von Moses getötet zu werden, und lässt sich zusammen mit diesem von der Sonne verbrennen.
Lulu
Sie gehört ebenfalls zu den Schiff. Sie ist ein kleines Mädchen, welches liebevoll und unschuldig wirkt. Sie ist noch am menschlichsten von allen Schiff. Zuletzt ist sie auch die einzige Überlebende, sodass sie später mit Rotes Schild zusammenwohnt, und mit ihnen auch in den Kampf zieht. Julia findet am Ende ein Mittel, welches Lulu vor den Tod durch das Dornenstigma bewahren kann.
Irene
Auch sie ist eine der Schiff. Im Gegensatz zu den anderen, bereitet es ihr jedoch seelische Qualen, Menschen zu töten und ihr Blut zu trinken. Das führt dazu, dass sie immer weniger zu sich nimmt und schließlich sehr geschwächt ist. Als sie vom Dornenstigma befallen wird, freundet sie sich mit Kai an. Er überredet schließlich Saya dazu, Irene ihr Blut zu geben, was das Dornenstigma vielleicht heilen könnte. Als Saya es dann macht, stirbt Irene aber sofort. Neben den Schiff ist auch Kai sehr um ihren Tod bestürzt. Als den Schiff durch Irenes Tod klar wird, dass sie Divas Blut brauchen, verbünden sie sich mit Rotes Schild.
Beide Töchter von Riku und Diva
Diva wird nach der Vergewaltigung von Riku schwanger, und bringt ein Jahr später beide Babys als Kokons zur Welt. Sie sorgt sich außerordentlich um die beiden und kann ihre Geburt nicht mehr abwarten. Sie schlüpfen allerdings erst kurz nach Divas Tod aus den Kokons. Saya will sie zuerst töten, lässt sich aber von Hagi und Kai dazu überreden, es doch nicht zu tun. Später zieht Kai sie wie seine eigenen Kinder groß. Diese beiden werden die nächste Generation von Chiropteran-Königinnen sein.

## Veröffentlichung
Die 50 Folgen umfassende Serie wurde von Aniplex und Production I.G produziert und von letzterem auch animiert. Regie führte Jun’ichi Fujisaku, der auch das Drehbuch schrieb. Die Ausstrahlung erfolgte vom 8. Oktober 2005 bis 23. September 2006 auf den Sendern von TBS’ Network JNN sowie auf MBS. Des Weiteren ist die Serie beim Internet-TV-Anbieter AII für Nutzer dieses Services erhältlich.
Der deutsche Pay-TV-Sender Animax hat die Serie Ende 2011 lizenziert. Eine Erstausstrahlung fand vom 11. Juni bis 27. November 2012 statt. Die deutsche Synchronfassung wurde von Metz-Neun Synchron angefertigt. Die deutschen DVDs erschienen vom 17. August 2012 bis 29. März 2013 bei Peppermint Anime. Seit dem 7. Februar 2014 läuft Blood+ auf dem Free-TV-Sender ProSieben Maxx.

### Synchronsprecher
| Rolle           | Japanischer Sprecher (Seiyū) | Deutscher Sprecher |
| --------------- | ---------------------------- | ------------------ |
| Saya Otonashi   | Eri Kitamura                 | Nina Amerschläger  |
| Haji            | Katsuyuki Konishi            | Mario Hassert      |
| Diva            | Akiko Yajima                 | Tanja Esche        |
| Riku Miyagusuku | Akiko Yajima                 | Tanja Esche        |
| Kai Miyagusuku  | Hiroyuki Yoshino             | Markus Haase       |
| David           | Jurota Kosugi                | Gilles Karolyi     |
| Nathan Mahler   | Keiji Fujiwara               | Peter Lehn         |
| Moses           | Naoki Yanagi                 | David M. Schulze   |

### Musik
Der Soundtrack der Serie wurde von Mark Mancina komponiert und von Hans Zimmer produziert.
Des Weiteren werden Vorspann- und Abspannlieder von weiteren Künstlern verwendet. Für die Vorspanne wurden vier Titel verwendet:
- Aozora no Namida (青空のナミダ) von Hitomi Takahashi
- Seasons Call von Hyde
- Colors of The Heart von UVERWorld
- Raion (雷音) von Jinn

Die Abspanne wurden ebenso mit vier Titeln unterlegt:
- Kataritsugu Koto (語り継ぐこと) von Chitose Hajime
- Cry No More von Mika Nakashima
- This Love von Angela Aki
- Brand New Map von K

## Manga
Zu Blood+ erschienen drei verschiedene Mangas bei Kadokawa Shoten. Blood+ ist eine Umsetzung der Handlung des Animes von Asuka Katsura und erschien im Shōnen Ace. Später wurde die Serie in fünf Sammelbänden zusammengefasst. Seit August 2008 erschienen bei Carlsen Comics fünf Bände auf Deutsch.
Des Weiteren gibt es den Manga Blood+ Adagio (BLOOD+ A) von Kumiko Suekane. Dieser konzentriert sich auf Saya und Hajis Reise durch Russland und erschien im Magazin Beans Ace und in zwei Sammelbänden. Blood+: Yakō Jōshi (BLOOD+ 夜行城市) von Hirotaka Kisaragi kam im Magazin Ciel und in einem Sammelband heraus. Der Manga beschäftigt sich mit Hajis Vergangenheit. Die ersten beiden Bände erschienen ab Juni 2009 bei Carlsen auf Deutsch.

## Romane
Kadokawa Shoten veröffentlichte zu der Serie die beiden Romane Blood+ von Ryō Ikehata und Blood+: Russian Rose (BLOOD+ ロシアン・ローズ, Blood+: Roshian Rōzu) in zwei Bänden von Karino Minazuki. Ersterer wurde von Chizu Hashii illustriert und letzterer von Ryō Takagi.

## Videospiele
Zu Blood+ erschienen mit Blood+: Sōyoku no Battle Rondo (BLOOD+ 双翼のバトル輪舞曲; 27. Juli 2006), Blood+: One Night Kiss (31. August 2006), Blood+ – Final Piece (BLOOD+ 〜ファイナルピース〜, Blood+ – Fainaru Pīsu; 7. September 2006) und (ヒーローズファンタジア) drei Spiele. Erstere beiden erschienen für die PlayStation 2 und letzteres für die PlayStation Portable, mit über zwei Stunden Animation, die von Production I.G stammen.
Das Videospiel Heroes Phantasia von 2012 enthält ebenfalls Figuren aus Blood+.